# Föreningen Kvinnolistan
Ej att förväxla med Kvinnolistan

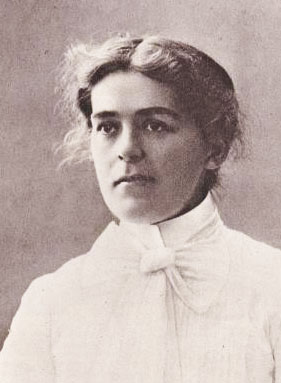
Gertrud Bergström 1917

Föreningen Kvinnolistan, även kallad Kvinnopartiet, var en svensk kvinnoförening, bildad 1927.  Kvinnolistan ville öka kvinnors politiska representation genom att skapa en särskild kvinnolista med hjälp av individuella kvinnors samarbete och därmed ta sig förbi de politiska partierna och, i praktiken, skapa ett eget parti. Kampanjen nådde inte förankring och misslyckades därför.

## Historik
Föreningen Kvinnolistan bildades av Gertrud Bergström och Beda Cederborg från Svenska kvinnors medborgarförbund. Beda Cederborg (ordförande), Gerda Nystedt (sekreterare), Edit Lindblom (kassaförvaltare), och ytterligare fem kvinnor uppräknades som medlemmar.    
Kvinnlig rösträtt på lokalnivå hade införts 1862 och valbarhet på lokal nivå 1909. Sedan införandet av kvinnlig rösträtt och valbarhet på riksnivå 1921 hade det rått en frustration över att kvinnors formella medborgerliga rättigheter inte hade nått längre än på papperet. Det förekom också många protester mot kvinnors nya rättigheter, och gång på gång lades det upp förslag i riksdagen om att gifta kvinnor borde förbjudas att yrkesarbeta. Fem kvinnor hade valts in i riksdagen 1921, men Elisabeth Tamm hade tagit upp att kvinnors frågor inte lyckats hävda sig i riksdagen, och kvinnorörelsen drog slutsatsen att problemen berodde på den låga kvinnliga representationen. Det fanns bara sex kvinnor i riksdagen mandatperioden 1925–1928 (en i första kammaren och fem i andra kammaren). 
Under Svenska kvinnors medborgarförbunds centralstyrelsemöte i januari 1927 tog man upp frågan att bilda ett kvinnoparti inför det kommande valet i stadsfullmäktige i Stockholm, och beslöts att bjuda in andra kvinnoföreningar för att ta upp frågan. 
Syftet var att verka för en ökad kvinnlig politisk representation:
"Föreningen Kvinnolistan, F.K.L., har till uppgift att arbeta för att väl kvalificerade kvinnor i allt större omfattning inväljas i riksdag, stads- och kommunalfullmäktige, genom att vid varje valtillfälle, då så kan anses ändamålsenligt, upprätta och tillhandahålla en kvinnornas egen lista".
Den listade ett antal krav:
- 1. Ingen begränsning av kvinnors rätt till arbete.
- 2. Rättvisa åt kvinnorna inom sociallagstiftningens olika grenar, såsom lösdrivarlagen, lagen om allmän pensionsförsäkring, sjuk- och moderskapsförsäkring.
- 3. Behörighetslagens fulla tillämpande.
- 4. Lika-lönsprincipen fullt genomförd.
- 5. Familjeförsörjningsprincipens skiljande från lönesystemet. Tillgodoseende på annan väg av familjens berättigade krav.

Metoden var att driva kampanj bland enskilda kvinnor och stödja kvinnolistor med egna kandidater uppbackade av Föreningen inför valet, när partierna inte satt upp kvinnor på valbar plats. Metoden hade prövats med framgång under kommunalvalen 1909, då kvinnor fått kommunal valbarhet, och Elisabeth Tamm hade också framgångsrikt valts till riksdagen 1921 på en kvinnolista. 
Kvinnolistan satte bland annat upp Ada Nilsson som kandidat till Stockholms stadsfullmäktige.
Metoden var dock inte effektiv denna gång och fick ingen förankring utanför kvinnorörelsen. Föreningen misslyckades med sitt försök och upplöstes efter valet 1928. Det fanns fortfarande bara fyra kvinnor i riksdagen mandatperioden 1929–1932 (en i första kammaren och tre i andra kammaren).